# NGC 3851
NGC 3851 је елиптична галаксија у сазвежђу Лав која се налази на NGC листи објеката дубоког неба.
Деклинација објекта је + 19° 58' 52" а ректасцензија 11h 44m 20,4s. Привидна величина (магнитуда) објекта NGC 3851 износи 14,7 а фотографска магнитуда 15,7. NGC 3851 је још познат и под ознакама MCG 3-30-77, CGCG 97-106, ARAK 316, PGC 36516.